# Ерон Мејџор
Ерон Мејџор (енгл. Aaron Mauger; 29. новембар 1980) новозеландски је рагби тренер и бивши "Ол блек". Тренутно је главни тренер Хајлендерса. Родио се у Крајстчерчу, а рагби је традиција у његовој фамилији. Његов старији брат Нејтан Мејџор је професионално играо рагби, као и његови стричеви Грем Бечоп и Стивен Бечоп. Ерон Мејџор је играо на позицији центра за Кентербери и Крусејдерсе на Новом Зеланду. Био је успешан капитен младе репрезентације Новог Зеланда, а одиграо је и 46 тест мечева за Ол блексе. Након Светског купа 2007. одлази у Енглеску да игра за Лестер, најславнији енглески клуб у ком ће и завршити играчку каријеру. 2010. Мејџор је објавио да више неће играти рагби због повреде леђа. Нису му помогли ни врхунски лекари из Немачке и САД. Након што је окачио копачке о клин, враћа се на Нови Зеланд са амбицијом да зарађује као рагби тренер. Добија посао помоћног тренера у Крусејдерсима, а затим поново одлази у Енглеску да ради као главни тренер Лестера. Био је и помоћни тренер селекције Самое, пре него што је постао главни тренер Хајлендерса, франшизе из Данидина. Ожењен је и има четворо деце.

## Видео снимци
Интервју са тренером Хајлендерса Ероном Мејџором
Есеј Мејџора против Португалије на Светском купу 2007.